# Orden de los Nuevos Templarios

Bandera de la Orden de los Nuevos Templarios

La Neutempler-Orden u Ordo Novi Templi (ONT) era una orden völkisch de carácter religioso fundada en 1900 por Jörg Lanz von Liebenfels en Viena. Lanz usó esta orden para difundir sus ideas, a las que inicialmente se refirió como «teozoología» o «ariocristianismo» y desde 1915 como «ariosofía». La orden combinó cristiano piedad con los entonces modernos conceptos de ciencia racial y eugenesia.      

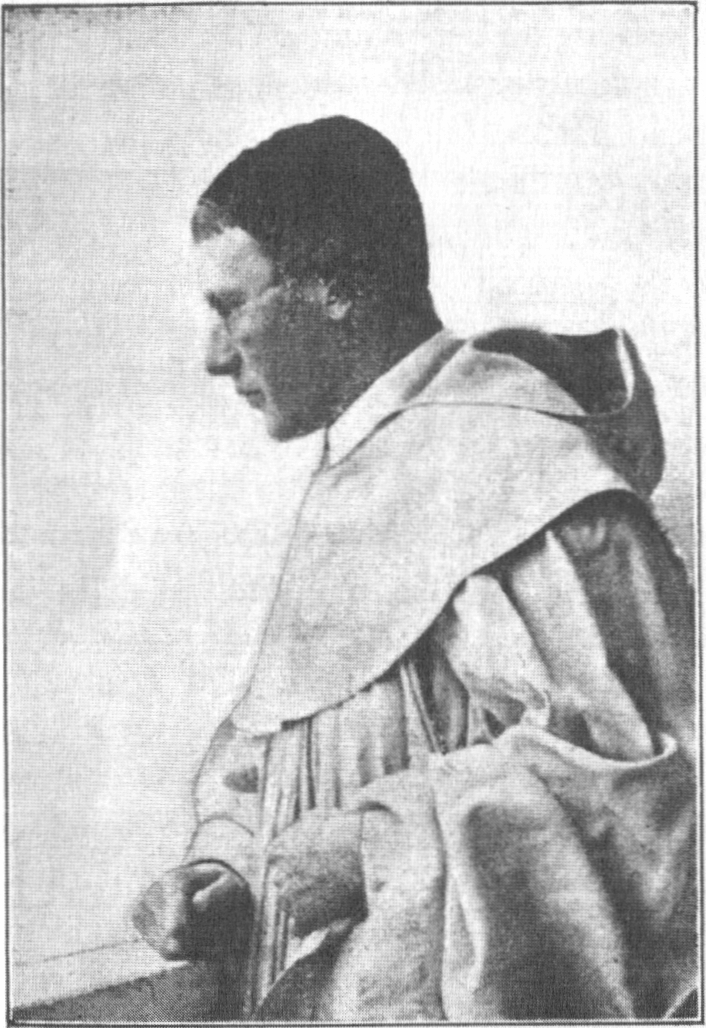
Jörg Lanz von Liebenfels, fundador de la orden.

## Origen

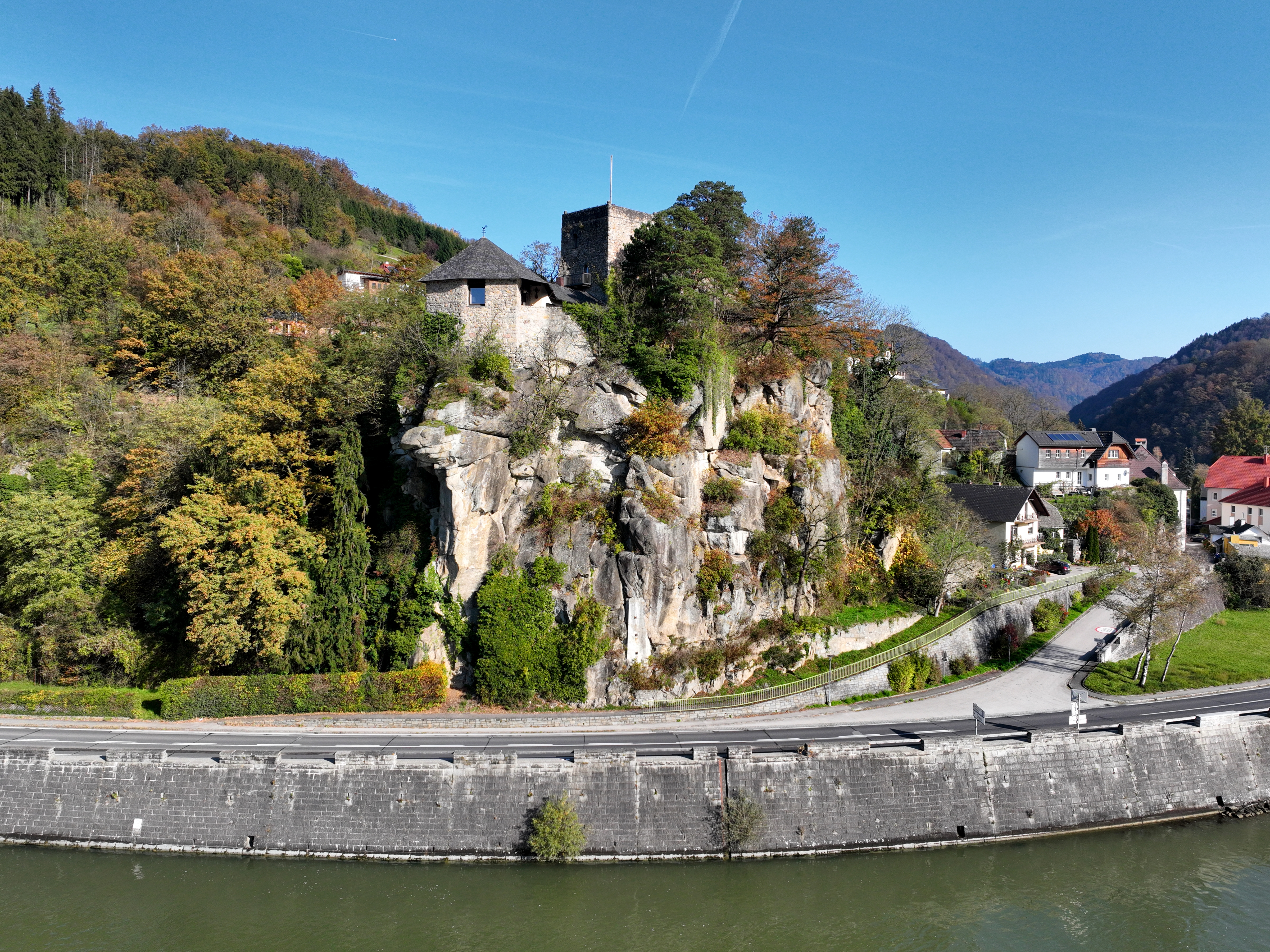
Burg Werfenstein an der Donau 2022

Lanz había dimitido de la orden Cisterciense poco antes y, al nombrar su propia orden, siguió a los Caballeros Templarios medievales. Su interés en los Templarios fue despertado por el motivo popular contemporáneo de los Caballeros del Grial en la música y literatura del  Neorromántico de Richard Wagner, Erwin Guido Kolbenheyer y  Friedrich Lienhard. Además, los templarios estaban estrechamente asociados con los cistercienses; Bernhard von Clairvaux, el fundador de la orden cisterciense, también había escrito las reglas de la Orden de los Templarios y más tarde los elogió por su trabajo en las Cruzadas.
Alrededor de la época de su fundación de la orden, Lanz se convirtió en un determinado  racistas que veía la raza "aria" como la raza más alta, que ha estado en una batalla defensiva contra las razas inferiores. desde la antigüedad. En este contexto, creó la idea de que los Templarios tenían el objetivo de establecer un gran imperio ario en toda la zona mediterránea. Interpretó la brutal persecución de los Templarios por la Iglesia católica desde 1312 en adelante como un triunfo de personas racialmente inferiores cuyo objetivo era socavar el gobierno y la preservación de la raza aria. También estaba convencido de que la Iglesia había suprimido desde entonces la verdadera doctrina cristiana, cuyo núcleo consideraba sus ideas de lucha racial. Por lo tanto, vio su propia orden como un nuevo comienzo de la cruzada contra las razas inferiores, que había sido interrumpida durante siglos.
En 1907, Lanz adquirió las pequeñas ruinas del castillo de Werfenstein cerca de Grein en la Alta Austria como priorato de la orden. En el mismo año publicó un programa de la orden en el que lo describió como una asociación de arios cuyos objetivos eran aumentar la conciencia racial a través de genealogía y heráldica investigación, a través de concursos de belleza y a través del Para promover el establecimiento de estados racialmente ejemplares en las regiones subdesarrolladas del mundo. Para la orden desarrolló su propia liturgia y ceremonia n. En las reglas de la orden se estipuló que solo los hombres rubio e y  ojos azules podían unirse, quienes también tenían que cumplir con otros criterios de arianismo, que Lanz en su serie ' ' Ostara' '. Se estableció una jerarquía dentro del orden, que se basaba en la (supuesta) pureza racial. El día de Navidad de 1907, Lanz izó dos banderas en la torre de su Ordensburg: una con el escudo de armas de los von Liebenfels, una familia noble presumiblemente extinta alrededor de 1790, y otra con una esvástica (swastika), una en esa vez en el símbolo popular.
Desde 1908 en adelante, se llevaron a cabo celebraciones de alto perfil en Werfenstein. Varios cientos de invitados viajaron en barco de vapor por el Danubio, en el que se encuentra el castillo, y fueron recibidos con disparos de cañón, para luego tener una larga fiesta en el patio del castillo. Esto tuvo una gran respuesta en la prensa nacional y estimuló el interés en las publicaciones de Lanz.
Lanz continuó trabajando en las ceremonias y escribió cánticos y versos devotos. Dejó el castillo entre otras cosas. decorar con representaciones solemnes de Hugo von Payns ’, el primer Gran Maestre de los Templarios, y representaciones de los" simios ", que sus teozoólogos consideraban el origen de las razas inferiores. En 1915 y 1916 se publicó un "Breviario de Neutempler" en dos partes, que Lanz había escrito con otros frailes. Contenía salmos e himnos de alabanza vinculados a la tradición cristiana, pero que imploraban a Jesucristo que redimiera a la raza aria y los sometiera. en carreras para ser aniquiladas.

## Ascenso
Hasta 1914, las actividades se limitaron a Viena y Werfenstein, y la orden solo tenía unos 50 miembros. Después de la Primera Guerra Mundial, sin embargo, comenzó a expandirse, y se establecieron varias bases en Alemania y Hungría, donde Lanz había estado desde 1918. El principal organizador de este renacimiento de la orden fue inicialmente Detlef Schmude. Ya en 1914 tenía un segundo priorato en Hollenberg cerca de Kornelimünster ( hoy forma parte de Aachen) y poco después de su regreso del frente asumió de facto el papel del emigrado Lanz. Su priorato de Hollenberg, sin embargo, siguió siendo un arreglo temporal para el que nunca se encontró un edificio adecuado y que cerró en 1926. Mientras tanto, sin embargo, ha habido dos nuevos sacerdotes: uno en las murallas de Wickeloh en la comunidad Groß Oesingen cerca de Baja Sajonia Uelzen y el priorato de Marienkamp, que Lanz tenía fundó él mismo a partir de 1926 tenía su sede oficial en una iglesia en ruinas del siglo XIII en la orilla norte del Balaton húngaro.
En términos económicos, la orden debió su supervivencia en el período de posguerra al industrial vienés Johann Walthari Wölfl. Era un ávido lector de "Ostara" y ofreció a Lanz fondos considerables con la condición de que se le confiara el priorato de Werfenstein. Recibió este cargo y posteriormente permitió que la sección austriaca de la orden prosperara a través de sus donaciones. Además de Lanz, Wölfl contribuyó significativamente al desarrollo posterior de la liturgia de la orden.

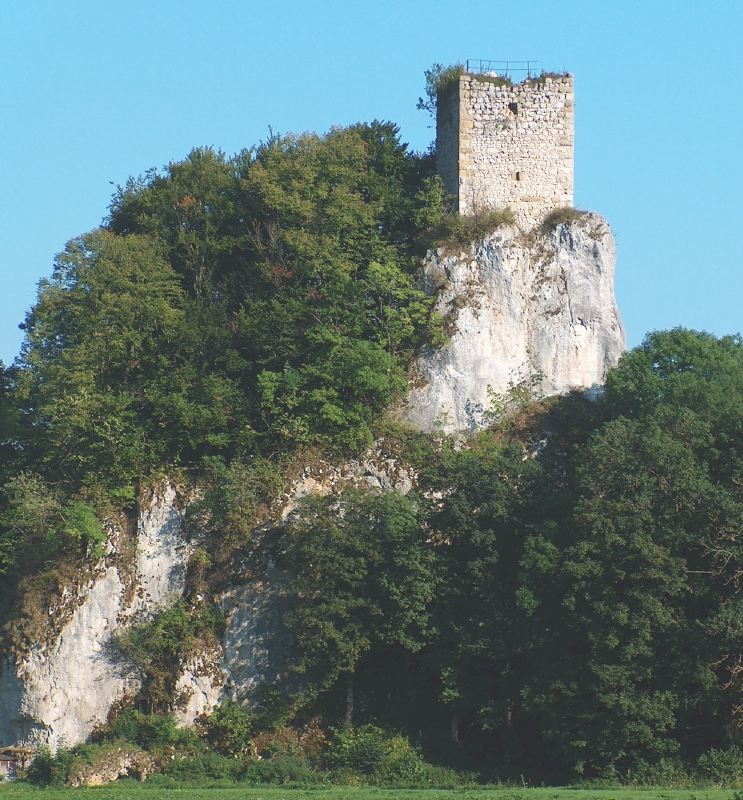
Ruine Dietfurt (2005)

En la década de 1920 hubo una iniciativa que surgió de los miembros del Priorato de Hollenberg y se fijó el objetivo de construir un priorato en el norte de Alemania. 1926 adquirió algunos Hermanos ordenar viejos muros de tierra cerca del balneario báltico Prerow, que se conocían como Hertesburg. Allí se construyó una iglesia de madera que se inauguró en 1927 como presbiterio de Hertesburg. Esto funcionó como un centro de las actividades de la orden hasta que el área se agregó al parque nacional Darß en 1935. También en 1927 las ruinas de Dietfurt en la aldea  Dietfurt, cerca de  hohenzollernschen Sigmaringen, se inauguró como priorato.
En 1932 Wölfl fundó el "Lumenklub" en Viena, que estaba estrechamente vinculado a la ONT en términos de personal y tenía la intención de llevar su ideología a un público más amplio. El club también sirvió como un centro para reclutar miembros para el NSDAP (Partido Nacional Socialista de los Trabajadores Alemanes), que fue prohibido en Austria desde 1933 en adelante. En relación con el  Lumenklub  también estaba el  Ostara-Rundschau , que Wölfl publicó a partir de 1931 y que se suponía que serviría a la cooperación internacional de grupos de derecha radical.
La orden alcanzó su punto máximo alrededor de 1930 con alrededor de 300 a 400 miembros. Hacia finales de la década de 1930, como todas las demás "sectas" religiosas, se disolvió durante la época del nacionalsocialismo.

## Secuelas
En 1942, Lanz fundó la orden Vitalis New Templar en el antiguo priorato de la orden Petena cerca de Waging am See, Alta Baviera, con su ex hermano Georg Hauerstein. Esto también aceptó miembros femeninos y estuvo activo hasta 1973. Nicholas Goodrick-Clarke ve la importancia de la ONT "" más en lo que expresó que en lo que logró. Puede tomarse como un síntoma de una insatisfacción difusa, cuya propia mezcla de preocupaciones, intereses y estilos de vida típicos estaba claramente relacionada con los miedos subliminales dentro de la sociedad austriaca y alemana. Su  elitista y escatológico respuestas a estos temores completaron el impulso genocida. ” 

## Literatura
- Nicholas Goodrick-Clarke: "Las raíces ocultas del nacionalsocialismo". Marixverlag, Wiesbaden 2004. (Capítulo "La orden de los nuevos templarios", págs. 96-109.)
- Walther Paape:  Por eso fundamos una casa templo. La Nueva Orden Templaria (Ordo Novi Templi, ONT) de Lanz von Liebenfels y su Archipriorado Staufen en Dietfurt cerca de Sigmaringen . Gmeiner-Verlag, Meßkirch 2007. ISBN 3-89977-205-9.
- Walther Paape:  En la ilusión de ser elegido. La religión racial de Lanz von Liebenfels, la Nueva Orden Templaria y el Archipriorado de Staufen en Dietfurt - Una historia austro-alemana . Gmeiner-Verlag, Meßkirch 2015. ISBN 978-3-8392-1720-7.